# Blauwe Lagune
De Blauwe Lagune (Engels: Blue Lagoon; Maltees: Bejn il-Kmiemen) is de naam van het water tussen het eiland Comino, het kleinere onbewoonde eiland Cominotto en enkele andere rotsen, alle gelegen in Malta.
Dit water, dat onderdeel uitmaakt van de Middellandse Zee, is erg ondiep. Bij zonneschijn wordt het licht van de zon door de witte zandlaag op de bodem weerkaatst, waardoor het heldere water een turkooise kleur krijgt. Velen vergelijken de kleur van het water in de lagune met dat van een zwembad; de kleur verklaart meteen ook de naam van de lagune. De Blauwe Lagune is een populaire toeristenbestemming; toeristen maken dagtochtjes naar de lagune en ook maken veel toeristenboten er een tussenstop om de passagiers de gelegenheid te geven in het mooie blauwe water te zwemmen. Ook onder duikers en snorkelaars is de Blauwe Lagune erg populair.